# Filippo Maria Pirelli
Filippo Maria Pirelli (Ariano, 29 aprile 1708 – Roma, 10 gennaio 1771) è stato un cardinale e arcivescovo cattolico italiano.

## Biografia
Nacque da una famiglia del patriziato napoletano (il padre Domenico era avvocato e principe di Teora), il cui cognome originario era "Perrella".
Studiò a Roma presso l'Università "La Sapienza", dove si laureò in utroque iure il 18 maggio 1739. Il 2 novembre 1729 era divenuto chierico e successivamente ebbe alcuni incarichi in curia, come ciambellano privato di Sua Santità ed esaminatore dei vescovi. Pervenne alla posizione di segretario della Congregazione del Concilio Tridentino.
Fu ordinato presbitero il 4 novembre 1764.
Il 4 febbraio 1765 fu nominato arcivescovo titolare di Damasco. Fu consacrato vescovo il 10 febbraio dello stesso anno da papa Clemente XIII.
Nel concistoro del 26 settembre 1766 papa Clemente XIII lo creò cardinale. Il 1º dicembre dello stesso anno ricevette il titolo di San Crisogono.
Partecipò al conclave del 1769, che elesse papa Clemente XIV e tenne un diario del conclave.
Morì a Roma e fu sepolto nella chiesa di Santa Maria in Vallicella.

## Genealogia episcopale
La genealogia episcopale è:
- Cardinale Scipione Rebiba
- Cardinale Giulio Antonio Santori
- Cardinale Girolamo Bernerio, O.P.
- Arcivescovo Galeazzo Sanvitale
- Cardinale Ludovico Ludovisi
- Cardinale Luigi Caetani
- Cardinale Ulderico Carpegna
- Cardinale Paluzzo Paluzzi Altieri degli Albertoni
- Papa Benedetto XIII
- Papa Benedetto XIV
- Papa Clemente XIII
- Cardinale Filippo Maria Pirelli